# Masque-pendentif du Bénin
Le masque-pendentif du Bénin est un portrait sculpté dans l'ivoire avec des incrustations faites en fer représentant la reine mère Idia, ayant vécu au XVIe siècle dans le royaume du Bénin. Il était vraisemblablement porté comme pendentif par son fils Esigie, qui devait son trône d'oba du Bénin au soutien militaire de la reine mère.
Deux masques-pendentifs presque identiques existent : l'un au British Museum de Londres, l'autre au Metropolitan Museum of Art de New York.
Des objets d'inspiration similaire sont présentés au Seattle Art Museum, au musée Linden et dans des collections particulières.
Une réplique du masque-pendentif du Bénin sculptée par le Nigérian Erhabor Emokpae (en) est choisie comme emblème du FESTAC 77, un festival des cultures et arts noirs et africains qui se tient à Lagos, au Nigeria, en 1977, et réunit près de 60 pays.

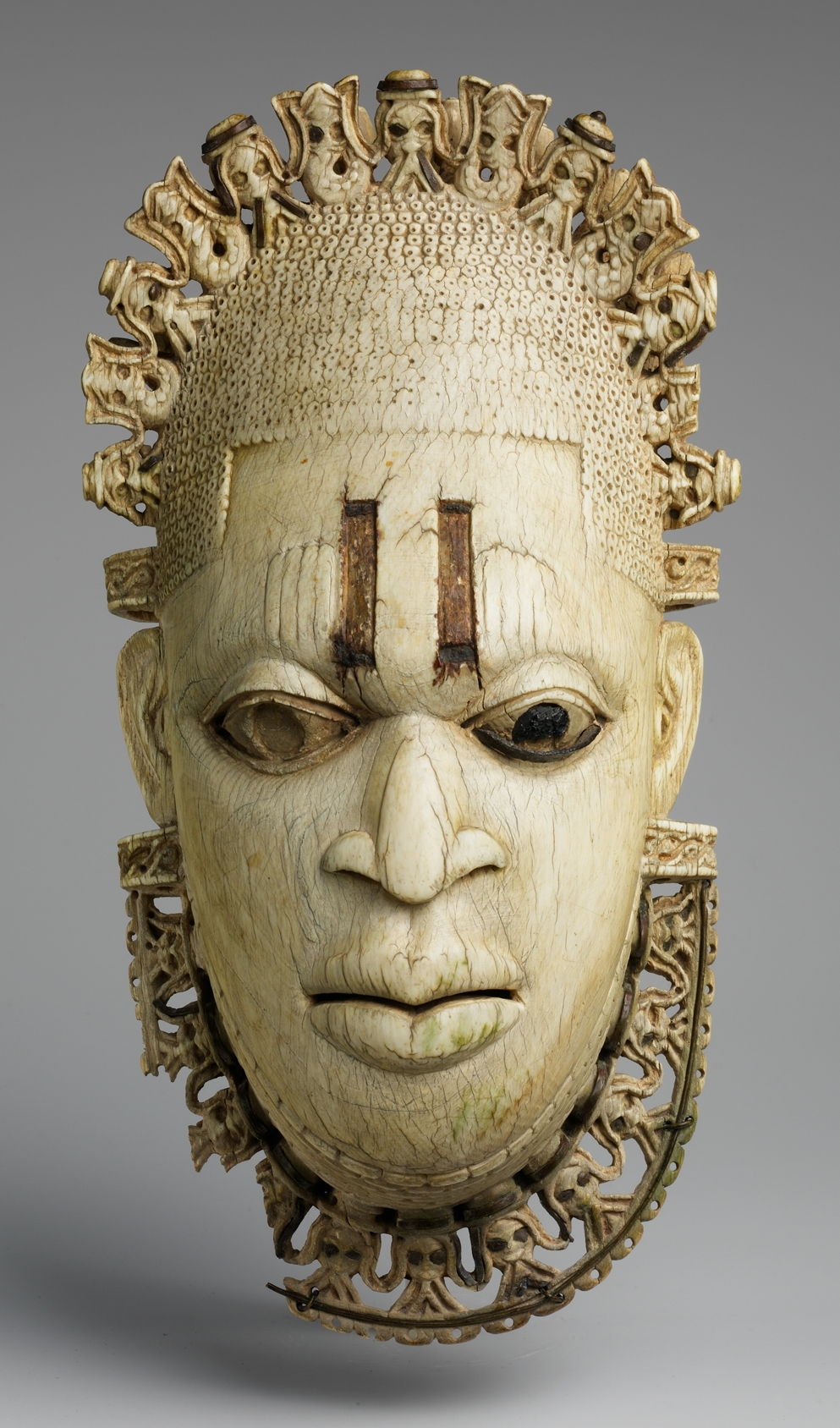
Metropolitan Museum of Art, New York.
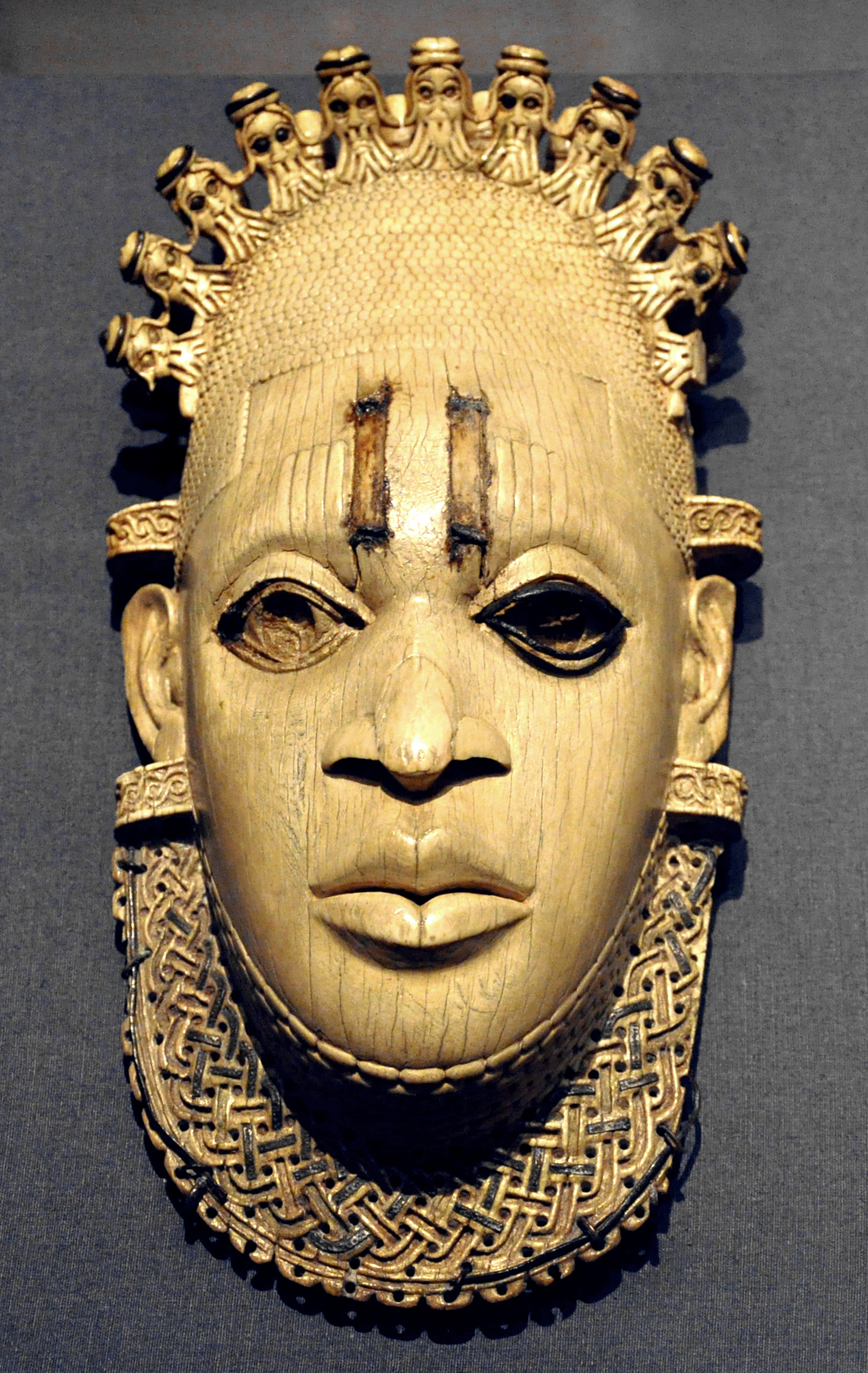
British Museum, Londres.
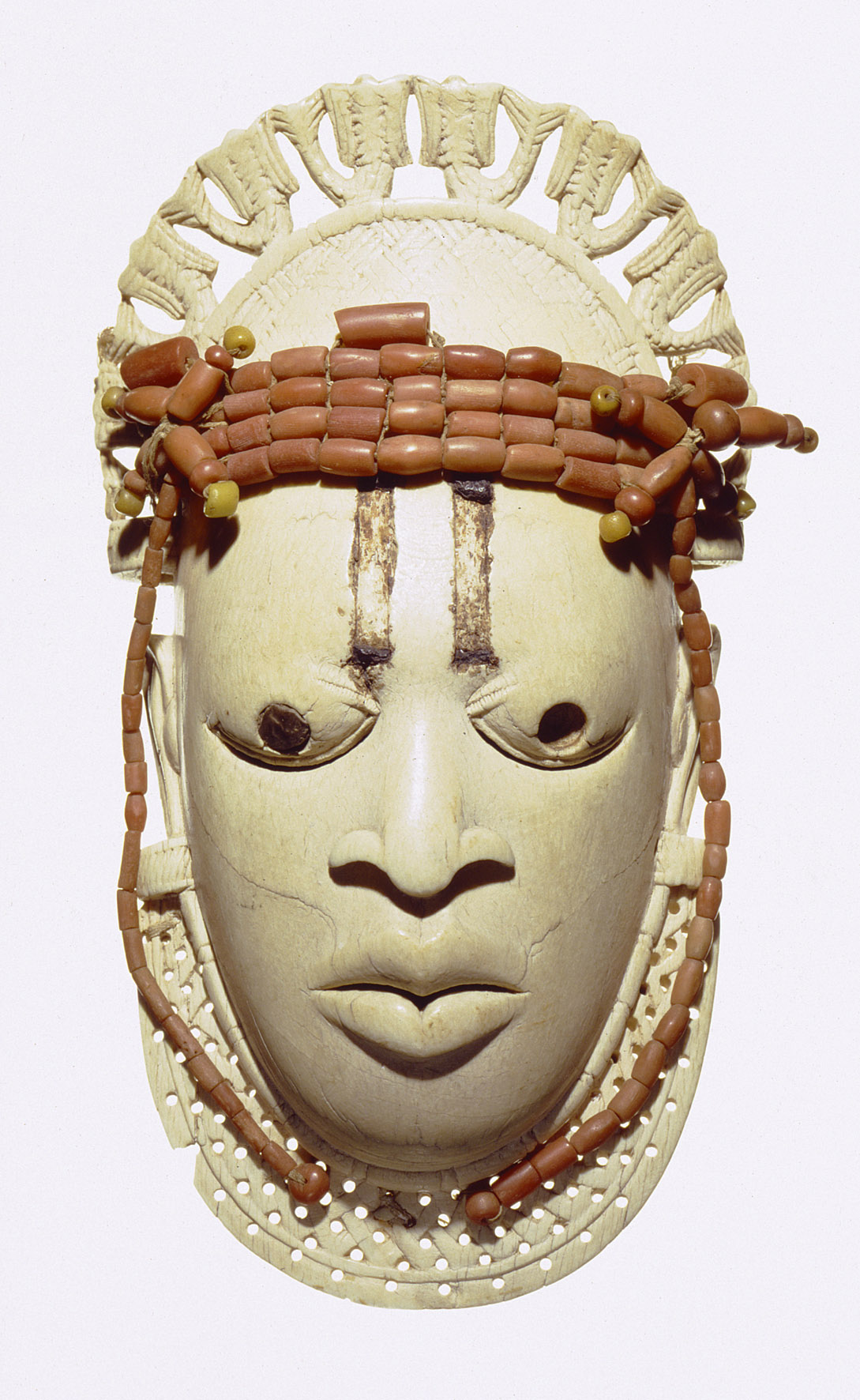
Musée Linden, Stuttgart.